# Tercera División de España 1994-95
La temporada 1994-95 de la Tercera División de España de fútbol fue la cuarta categoría de las Ligas de fútbol de España durante esta campaña, por debajo de la Segunda División B y por encima de las Divisiones regionales. Comenzó el 4 de septiembre de 1994 y finalizó el 25 de junio de 1995 con la promoción de ascenso. 

## Promoción de ascenso a Segunda División B

### Equipos participantes
Los equipos participantes de la promoción de ascenso a Segunda División B de la temporada 1994-95 fueron los cuatro primeros clasificados de cada grupo, los cuales se exponen en la siguiente tabla:
Se indican en negrita los equipos que consiguieron el ascenso.
| Grupo I                            | Grupo II            | Grupo III                        | Grupo IV                   | Grupo V               |
| ---------------------------------- | ------------------- | -------------------------------- | -------------------------- | --------------------- |
| 1º C.D. Endesa As Pontes           | 1º Caudal Deportivo | 1º R. Racing C. de Santander "B" | 1º C.D. Aurrera de Vitoria | 1º R.C.D. Español "B" |
| 2º Viveiro C.F.                    | 2º C. Siero         | 2º C.D. Bezana                   | 2º S.C.D. Durango          | 2º U.E. Tàrrega       |
| 3º C. Celta Turista                | 3º C.D. Lealtad     | 3º U.M. Escobedo                 | 3º C.D. Hernani            | 3º F.C. Barcelona "C" |
| 4º R.C. Deportivo de La Coruña "B" | 4º R. Titánico      | 4º C. D. Tropezón                | 4º Zalla U.C.              | 4º Vilobí C.F.        |

| Grupo VI        | Grupo VII                | Grupo VIII              | Grupo IX          | Grupo X               |
| --------------- | ------------------------ | ----------------------- | ----------------- | --------------------- |
| 1º C.F. Gandía  | 1º D.A.V. Santa Ana      | 1º Cultural D. Leonesa  | 1º Málaga C.F.    | 1º C.D. Pozoblanco    |
| 2º C.D. Onda    | 2º C.F. Rayo Majadahonda | 2º C.D. Salmantino      | 2º U.D. San Pedro | 2º C.D. Utrera        |
| 3º Novelda C.F. | 3º C.D. Carabanchel      | 3º C. Atlético Bembibre | 3º C. Poli. Ejido | 3º Chiclana C.F.      |
| 4º Pinoso C.F.  | 4º C. D. Leganés "B"     | 4º Zamora C.F.          | 4º Vélez C.F.     | 4º Isla Cristina C.D. |

| Grupo XI                  | Grupo XII              | Grupo XIII      | Grupo XIV                  | Grupo XV           |
| ------------------------- | ---------------------- | --------------- | -------------------------- | ------------------ |
| 1º R.C.D. Mallorca "B"    | 1º Estrella C.F.       | 1º Lorca C.F.   | 1º C.D. Don Benito         | 1º C.D. Calahorra  |
| 2º C.D. Atlético Baleares | 2º U.D. Salud Tenerife | 2º Águilas C.F. | 2º Jerez C.F.              | 2º Peña Sport F.C. |
| 3º C.F. Sóller            | 3º U.D. Orotava        | 3º F.C. Jumilla | 3º C.D. Badajoz "B"        | 3º U.C.D. Burladés |
| 4º U.D. Poblense          | 4º U.D. Gáldar         | 4º Muleño C.F.  | 4º C.D. Grabasa Burguillos | 4º S.D. Lagunak    |

| Grupo XVI            | Grupo XVII                     |
| -------------------- | ------------------------------ |
| 1º C. Endesa Andorra | 1º Hellín Deportivo            |
| 2º S.D. Huesca       | 2º Tomelloso C.F.              |
| 3º Utebo F.C.        | 3º Puertollano Industrial C.F. |
| 4º U. D. Barbastro   | 4º C.D. Torrijos               |

### Equipos ascendidos
Los siguientes equipos consiguieron el ascenso a Segunda División B:
| Grupo I - C.D. Endesa As Pontes - R.C. Deportivo de La Coruña "B" Grupo II - No ascendió ningún equipo de este grupo Grupo III - No ascendió ningún equipo de este grupo Grupo IV - C.D. Aurrera de Vitoria - S.C.D. Durango Grupo V - R.C.D. Español "B" - F.C. Barcelona "C" Grupo VI - Novelda C.F. | Grupo VII - D.A.V. Santa Ana Grupo VIII - Cultural D. Leonesa Grupo IX - Málaga C.F. - U.D. San Pedro - Vélez C.F. Grupo X - C.D. Utrera Grupo XI - R.C.D. Mallorca "B" Grupo XII - U.D. Salud Tenerife | Grupo XIII - No ascendió ningún equipo de este grupo Grupo XIV - No ascendió ningún equipo de este grupo Grupo XV - No ascendió ningún equipo de este grupo Grupo XVI - C. Endesa Andorra - S.D. Huesca Grupo XVII - No ascendió ningún equipo de este grupo |